# غوشن (يوتا)
غوشن (بالإنجليزية: Goshen, Utah)‏ هي بلدة تقع بولاية يوتا في الولايات المتحدة. تأسست عام 1857، تبلغ مساحتها 1.9 (كم²)، وترتفع عن سطح البحر 1387 م، بلغ عدد سكانها 933 نسمة في عام 2012 حسب إحصاء مكتب تعداد الولايات المتحدة .

## التركيبة السكانية
حدّد مكتب تعداد الولايات المتحدة بيانات التركيبة السكانية لغوشن في تعداد الولايات المتحدة. في ما يلي، التركيبة السكانية حسب تعدادي 2000 و2010.

### تعداد عام 2000
بلغ عدد سكان غوشن 874 نسمة بحسب تعداد عام 2000، وبلغ عدد الأسر 272 أسرة وعدد العائلات 215 عائلة مقيمة في البلدة. في حين سجلت الكثافة السكانية 408.4 نسمة لكل كيلومتر مربع (1,057.8/ميل2). وبلغ عدد الوحدات السكنية 295 وحدة بمتوسط كثافة قدره 137.9 لكل كيلومتر مربع (357.2/ميل2).
وتوزع التركيب العرقي للبلدة بنسبة 92.22% من البيض و0.57% من الأمريكيين الأصليين و5.49% من الأعراق الأخرى و1.72% من عرقين مختلطين أو أكثر و8.35% من الهسبانيون أو اللاتينيون من أي عرق.
بلغ عدد الأسر 272 أسرة كانت نسبة 53.7% منها لديها أطفال تحت سن الثامنة عشر تعيش معهم، وبلغت نسبة الأزواج القاطنين مع بعضهم البعض 70.2% من أصل المجموع الكلي للأسر، ونسبة 5.5% من الأسر كان لديها معيلات من الإناث دون وجود شريك،  بينما كانت نسبة 3.3% من الأسر لديها معيلون من الذكور دون وجود شريكة وكانت نسبة 21% من غير العائلات. تألفت نسبة 19.1% من أصل جميع الأسر من عدة أفراد يعيشون في نفس المنزل ونسبة 9.2% كانت تتألف من شخص يعيش بمفرده يبلغ من العمر 65 عاماً أو أكثر. وبلغ متوسط حجم الأسرة المعيشية 3.21، أما متوسط حجم العائلات فبلغ 3.73.
بلغ العمر الوسطي للسكان 26.2 عاماً. وكانت نسبة 38.7% من القاطنين تحت سن الثامنة عشر، وكانت نسبة 10.1% بين الثامنة عشر والرابعة والعشرين عاماً، ونسبة 26.5% كانت واقعةً في الفئة العمرية ما بين الخامسة والعشرين والرابعة والأربعين عاماً، ونسبة 16.8% كانت ما بين الخامسة والأربعين والرابعة والستين، ونسبة 7.9% كانت ضمن فئة الخامسة والستين عاماً فما فوق. يوجد لكل 100 أنثى 97.3 ذكر، ويوجد لكل 100 أنثى في الثامنة عشر من عمرها فما فوق 99.3 ذكر.
بلغ متوسط دخل الأسرة في البلدة 41,458 دولارًا، أما متوسط دخل العائلة فبلغ 45,855 دولارًا. وكان متوسط دخل الذكور 31,750 دولارًا مقابل 21,771 دولارًا للإناث. وسجل دخل الفرد الخاص بالبلدة 12,053 دولارًا. وكانت نسبة 7.5% من العائلات ونسبة 13.9% من السكان تحت خط الفقر، وكان من هؤلاء نسبة 20.2% تحت سن الثامنة عشر ونسبة 6.6% في الخامسة والستين من العمر وما فوق.

### تعداد عام 2010
بلغ عدد سكان غوشن 921 نسمة بحسب تعداد عام 2010، وبلغ عدد الأسر 285 أسرة وعدد العائلات 225 عائلة مقيمة في البلدة. في حين سجلت الكثافة السكانية 430.4 نسمة لكل كيلومتر مربع (1,114.7/ميل2). وبلغ عدد الوحدات السكنية 313 وحدة بمتوسط كثافة قدره 146.3 لكل كيلومتر مربع (378.9/ميل2).
وتوزع التركيب العرقي للبلدة بنسبة 86.32% من البيض و0.54% من الأمريكيين الأفارقة و0.54% من الأمريكيين الأصليين و11.18% من الأعراق الأخرى و1.41% من عرقين مختلطين أو أكثر و13.36% من الهسبانيون أو اللاتينيون من أي عرق.
بلغ عدد الأسر 285 أسرة كانت نسبة 50.5% منها لديها أطفال تحت سن الثامنة عشر تعيش معهم، وبلغت نسبة الأزواج القاطنين مع بعضهم البعض 64.6% من أصل المجموع الكلي للأسر، ونسبة 9.1% من الأسر كان لديها معيلات من الإناث دون وجود شريك،  بينما كانت نسبة 5.3% من الأسر لديها معيلون من الذكور دون وجود شريكة وكانت نسبة 21.1% من غير العائلات. تألفت نسبة 16.5% من أصل جميع الأسر من عدة أفراد يعيشون في نفس المنزل ونسبة 7.7% كانت تتألف من شخص يعيش بمفرده يبلغ من العمر 65 عاماً أو أكثر. وبلغ متوسط حجم الأسرة المعيشية 3.23، أما متوسط حجم العائلات فبلغ 3.66.
بلغ العمر الوسطي للسكان 31.1 عاماً. وكانت نسبة 36% من القاطنين تحت سن الثامنة عشر، وكانت نسبة 7.7% بين الثامنة عشر والرابعة والعشرين عاماً، ونسبة 27.5% كانت واقعةً في الفئة العمرية ما بين الخامسة والعشرين والرابعة والأربعين عاماً، ونسبة 19.8% كانت ما بين الخامسة والأربعين والرابعة والستين، ونسبة 9% كانت ضمن فئة الخامسة والستين عاماً فما فوق. وتوزع التركيب الجنسي للسكان بنسبة 50.9% ذكور و49.1% إناث.

## أعلام
- كينت بيترسون

## وصلات خارجية
- The US50 - Cities and Towns in Utah State
- Utah Cities and Towns, Facts, Map, Flag, Colleges, Government, and More